# 袁洵
袁 洵（えん しゅん、生没年不詳）は、南朝宋の官僚。本貫は陳郡陽夏県。

## 経歴
袁豹の子として生まれた。元嘉年間、顕官を歴任した。廬陵王劉紹が南中郎将・江州刺史となると、袁洵は南中郎長史・尋陽郡太守となり、南中郎府と江州の事務を代行した。元嘉末年、呉郡太守となった。元嘉30年（453年）、劉劭が文帝を殺害して帝を称すると、袁洵は建威将軍の号を加えられた。隨王劉誕が劉劭を討つべく起兵すると、袁洵はその下で先鋒をつとめ、輔国将軍の号を加えられた。劉劭の乱が平定されると、ほどなく死去した。征虜将軍の位を追贈された。諡は貞子といった。

## 子女
- 袁顗（長男）
- 袁覬（末子、司徒従事中郎・武陵国内史、早逝）

## 伝記資料
- 『宋書』巻52 列伝第12
- 『南史』巻26 列伝第16